# Federazione calcistica della Bosnia ed Erzegovina
La Federazione calcistica della Bosnia ed Erzegovina o FSBiH (bos. Fudbalski Savez Bosne i Hercegovine, cro. Nogometni Savez Bosne i Hercegovine, ser. Фудбалски савез Босне и Херцеговине, acronimo FSBiH, ФСБиХ) è l'organo deputato a governare il calcio  in Bosnia ed Erzegovina.
Fondata nel 1992, organizza il campionato nazionale, la Coppa di Bosnia ed Erzegovina e pone sotto la propria giurisdizione la Nazionale del paese. All'interno della nazione è presente anche la Federazione calcistica della Republika Srpska, che però non è riconosciuta né dalla FIFA né dall'UEFA.
Dal maggio 2011 la Federazione ha un nuovo statuto ed una presidenza unica, al contrario del passato laddove vi erano tre presidenti rappresentanti delle etnie musulmana, croata e serba.